# Bruce Dern
Bruce MacLeish Dern (Chicago, 1936. június 4. –) kétszeresen Oscar- és Golden Globe-díjra jelölt amerikai színész.
Hazatérés (1978) és Nebraska (2013) című filmjeivel két Oscar-jelölést tudhat magáénak, legjobb mellékszereplő, illetve főszereplő kategóriákban. További, fontosabb szereplései voltak a Néma futás (1972), a Cowboyok (1972), a Lázadás a prérin (1975), a Családi összeesküvés (1976), a Fekete vasárnap (1977), az Aljas nyolcas (2015), a The Artist's Wife (2019) és a Volt egyszer egy Hollywood (2019) című filmekben.

## Fiatalkora
Chicagóban született, Jean (leánykori nevén MacLeish; 1908-1972) és John Dern (1903-1958) köztisztviselő és ügyvéd fiaként. Az Illinois állambeli Kenilworthben nőtt fel. Apai nagyapja, George, Utah állam kormányzója és hadügyminiszter volt. Dern anyai nagyapja alelnöke volt a Carson, Pirie és Scott üzleteknek, amelyeket saját apja, a skót származású üzletember, Andrew MacLeish alapított. Dern anyai nagybátyja Archibald MacLeish költő volt. Keresztapja az illinois-i kormányzó és kétszeres elnökjelölt Adlai Stevenson II volt. 
A New Trier High Schoolba és a Pennsylvaniai Egyetemre járt. Egész életében lelkes futó volt, a középiskolában futósztár lett, és 1956-ban igyekezett kvalifikálni magát az olimpiai válogatóra.

## Magánélete
1957 és 1959 között Marie Dawn Pierce férje volt. 1960-ban vette feleségül Diane Ladd-et. Első lányuk, Diane Elizabeth Dern (1960. november 29-én) 1962. május 18-án, tizennyolc hónapos korában belehalt a fejsérüléseibe, miután beleesett egy medencébe. A pár második lánya, Laura Dern szintén színésznő. Miután 1969-ben elvált Laddtől, Dern feleségül vette Andrea Beckettet. Dern, Ladd és Laura 2010. november 1-jén kaptak egy-egy csillagot a Hollywood Walk of Fame-en.

## Filmográfia

### Film
| Év   | Magyar cím                                   | Eredeti cím                              | Szerep                                    | Magyar hang            |
| ---- | -------------------------------------------- | ---------------------------------------- | ----------------------------------------- | ---------------------- |
| 1960 | Vad folyó                                    | Wild River                               | Jack Roper (stáblistán nem szerepel)      |                        |
| 1962 |                                              | The Crimebusters                         | Joe Krajac                                |                        |
| 1964 | Marnie                                       | Marnie                                   | tengerész                                 | Imre István            |
| 1964 | Csend, csend, édes Charlotte                 | Hush...Hush, Sweet Charlotte             | John Mayhew                               |                        |
| 1966 | A vad angyalok                               | The Wild Angels                          | Joe "Loser" Kearns                        |                        |
| 1967 | Rabold el az aranyat!                        | The War Wagon                            | Hammond                                   |                        |
| 1967 | A Valentin-napi mészárlás                    | The St. Valentine's Day Massacre         | John May                                  |                        |
| 1967 | Az utazás (A kirándulás)                     | The Trip                                 | John                                      | Bolla Róbert           |
| 1967 |                                              | Waterhole No. 3                          | Sam Tippen rendőr                         |                        |
| 1967 | A magányos cowboy                            | Will Penny                               | Rafe Quint                                | F. Nagy Zoltán         |
| 1968 | Kábulat                                      | Psych-Out                                | Steve Davis                               | Breyer Zoltán          |
| 1968 | Akasszátok őket magasra                      | Hang 'Em High                            | Miller                                    |                        |
| 1969 | Támogasd a seriffed! (Hurrá, van seriffünk!) | Support Your Local Sheriff!              | Joe Danby                                 | Gyukár Tibor           |
| 1969 | Vártorony                                    | Castle Keep                              | Billy Byron Bix hadnagy                   |                        |
| 1969 | A legjobb                                    | Number One                               | Richie Fowler                             |                        |
| 1969 |                                              | The Cycle Savages                        | Keeg                                      |                        |
| 1969 | A lovakat lelövik, ugye?                     | They Shoot Horses, Don't They?           | James Bates                               | Csikos Gábor           |
| 1970 | Átkozott mama                                | Bloody Mama                              | Kevin Dirkman                             |                        |
| 1970 |                                              | The Rebel Rousers                        | J.J. Weston                               |                        |
| 1971 |                                              | The Incredible 2-Headed Transplant       | Dr. Roger Girard                          |                        |
| 1971 | Hajts, mondta                                | Drive, He Said                           | Bullion edző                              | Czvetkó Sándor         |
| 1972 | Cowboyok                                     | The Cowboys                              | Asa Watts (Hosszú haj)                    | Sinkovits-Vitay András |
| 1972 | Néma futás                                   | Silent Running                           | Freeman Lowell                            |                        |
| 1972 |                                              | Thumb Tripping                           | Smitty                                    |                        |
| 1972 | A Marvin Gardens királya                     | The King of Marvin Gardens               | Jason Staebler                            | Schnell Ádám           |
| 1973 | Pat Garrett és Billy, a kölyök               | Pat Garrett and Billy the Kid            | seriffhelyettes (stáblistán nem szerepel) |                        |
| 1973 | A nevető rendőr                              | The Laughing Policeman                   | Leo Larsen                                |                        |
| 1974 | A nagy Gatsby                                | The Great Gatsby                         | Tom Buchanan                              | Kőszegi Ákos           |
| 1975 | Lázadás a prérin                             | Posse                                    | Jack Strawhorn                            | Jakab Csaba            |
| 1975 | Mosolyogj!                                   | Smile                                    | Big Bob Freelander                        |                        |
| 1976 | Családi összeesküvés                         | Family Plot                              | George Lumley                             | Tordy Géza             |
| 1976 | Won Ton Ton, Hollywood megmentője            | Won Ton Ton, the Dog Who Saved Hollywood | Grayson Potchuck                          | Schnell Ádám           |
| 1976 |                                              | The Twist (Folies bourgeoises)           | William Brandels                          |                        |
| 1977 | Fekete vasárnap                              | Black Sunday                             | Michael Lander                            | László Zsolt           |
| 1978 | Hazatérés                                    | Coming Home                              | Bob Hyde százados                         | Andorai Péter          |
| 1978 | Gengszterek sofőrje                          | The Driver                               | A Nyomozó                                 | Tahi Tóth László       |
| 1980 |                                              | Middle Age Crazy                         | Bobby Lee Burnett                         |                        |
| 1981 |                                              | Tattoo                                   | Karl Kinsky                               |                        |
| 1982 | Bajnokcsapat                                 | That Championship Season                 | George Sitkowski                          |                        |
| 1982 |                                              | Harry Tracy, Desperado                   | Harry Tracy                               |                        |
| 1986 |                                              | On the Edge                              | Wes Holman                                |                        |
| 1987 | A nagyváros                                  | The Big Town                             | Mr. Edwards                               |                        |
| 1987 | Őrült világ                                  | World Gone Wild                          | Ethan                                     | Szersén Gyula          |
| 1988 | Ezerkilencszázhatvankilenc                   | 1969                                     | Cliff Denny                               | Garai Róbert           |
| 1989 | Ami sok, az sokk                             | The 'Burbs                               | Mark Rumsfield                            | Szersén Gyula          |
| 1990 | Sötétedés után, kedvesem                     | After Dark, My Sweet                     | Garrett "Uncle Bud" Stoker                | Barbinek Péter         |
| 1992 | Éjféli bunyó                                 | Diggstown                                | John Gillon                               |                        |
| 1995 | Vad Bill                                     | Wild Bill                                | Will Plummer                              | Reviczky Gábor         |
| 1996 | Tűz a víz alá!                               | Down Periscope                           | Yancy Graham admirális                    | Dobránszky Zoltán      |
| 1996 | Mulholland – Gyilkos negyed                  | Mulholland Falls                         | rendőrfőnök (stáblistán nem szerepel)     | Pataky Imre            |
| 1996 | Az utolsó emberig                            | Last Man Standing                        | Ed Galt seriff                            | Szersén Gyula          |
| 1998 | Chipkatonák                                  | Small Soldiers                           | Radarzavar (hangja)                       | Szűcs Sándor           |
| 1999 | Az Átok                                      | The Haunting                             | Mr. Dudley                                | Cs. Németh Lajos       |
| 1999 |                                              | If... Dog... Rabbit...                   | McGurdy                                   |                        |
| 2000 | Vad lovak                                    | All the Pretty Horses                    | a bíró                                    |                        |
| 2001 | A rejtélyek háza                             | The Glass House                          | Alvin Begleiter                           |                        |
| 2003 | Az utolsó akkord                             | Masked and Anonymous                     | szerkesztő                                |                        |
| 2003 |                                              | Milwaukee, Minnesota                     | Sean McNally                              |                        |
| 2003 | A rém                                        | Monster                                  | Thomas                                    | Varga Tamás            |
| 2005 | Megnyerjük a versenyt!                       | Madison                                  | Harry Volpi                               |                        |
| 2005 | San Fernando völgye                          | Down in the Valley                       | Charlie                                   | Várday Zoltán          |
| 2006 |                                              | Believe in Me                            | Ellis Brawley                             |                        |
| 2006 | Walker Payne                                 | Walker Payne                             | Chester                                   | Kun Vilmos             |
| 2006 | Családi űrutazás                             | The Astronaut Farmer                     | Hal                                       | Rudas István           |
| 2006 | Látszólag könnyű                             | The Hard Easy                            | Gene                                      |                        |
| 2007 |                                              | The Cake Eaters                          | Easy Kimbrough                            |                        |
| 2007 | Bobby Z élete és halála                      | The Death and Life of Bobby Z            | hippi narrátor (stáblistán nem szerepel)  | Végvári Tamás          |
| 2008 | A mocsár átka                                | Swamp Devil                              | Howard Blame                              | Szersén Gyula          |
| 2008 | Vén tengeri medvék                           | The Golden Boys                          | Perez Ryder kapitány                      | Harsányi Gábor         |
| 2009 | Amerikai gólyahír                            | American Cowslip                         | Cliff                                     |                        |
| 2009 | A rettegés mélye                             | The Hole                                 | Creepy Carl                               | Kajtár Róbert          |
| 2009 | A világítótorony őrei                        | The Lightkeepers                         | Bennie                                    |                        |
| 2010 |                                              | Trim                                     | Dale Banks                                |                        |
| 2011 |                                              | Choose                                   | Dr. Ronald Pendleton                      |                        |
| 2011 |                                              | Inside Out                               | Vic Small                                 |                        |
| 2011 | Mostantól napkeltéig                         | Twixt                                    | Bobby LaGrange                            |                        |
| 2012 | Fent, a Pipacs-dombon                        | From Up on Poppy Hill                    | Yoshio Onodera (angol hangja)             |                        |
| 2012 |                                              | Hitting the Cycle                        | James                                     |                        |
| 2012 | Django elszabadul                            | Django Unchained                         | Curtis Carrucan                           | Borbiczki Ferenc       |
| 2013 |                                              | Coffin Baby                              | Vance Henrickson                          |                        |
| 2013 |                                              | Northern Borders                         | Austin Kittredge Sr.                      |                        |
| 2013 | Nebraska                                     | Nebraska                                 | Woody Grant                               | Ujréti László          |
| 2013 |                                              | Fighting for Freedom                     | Christian Dobbe                           |                        |
| 2014 |                                              | Cut Bank                                 | Georgie Wits                              |                        |
| 2015 | Aljas nyolcas                                | The Hateful Eight                        | Sanford Smithers tábornok                 | Fodor Tamás            |
| 2017 |                                              | American Violence                        | Richard Morton                            |                        |
| 2017 |                                              | Class Rank                               | Oswald Flannigan                          |                        |
| 2017 |                                              | The Lears                                | Davenport Lear                            |                        |
| 2017 |                                              | Hickok                                   | Doc Rivers O'Roark                        |                        |
| 2017 | Milyen hosszú az éjszaka                     | Our Souls at Night                       | Dorlan Becker                             |                        |
| 2017 |                                              | Chappaquiddick                           | Joseph P. Kennedy Sr.                     |                        |
| 2018 | Nosztalgia                                   | Nostalgia                                | Ronnie Ashemore                           |                        |
| 2018 | A kokainkölyök                               | White Boy Rick                           | Ray Wershe                                | Kiss Gábor             |
| 2018 |                                              | Freaks                                   | Alan / Mr. Snowcone                       |                        |
| 2018 | Kisvárosi maffia                             | Warning Shot                             | Calvin                                    | Barbinek Péter         |
| 2018 |                                              | American Dresser                         | King                                      |                        |
| 2018 |                                              | Lez Bomb                                 | Grandpa                                   |                        |
| 2019 |                                              | The Mustang                              | Myles                                     |                        |
| 2019 | Mogyoróvaj Sólyom                            | The Peanut Butter Falcon                 | Carl                                      | Szersén Gyula          |
| 2019 | Volt egyszer egy Hollywood                   | Once Upon a Time in Hollywood            | George Spahn                              | Fodor Tamás            |
| 2019 |                                              | Remember Me                              | Claude                                    |                        |
| 2019 |                                              | QT8: The First Eight (dokumentumfilm)    | önmaga                                    |                        |
| 2019 |                                              | The Artist's Wife                        | Richard Smythson                          |                        |
| 2019 |                                              | Badland                                  | Reginald Cooke                            |                        |
| 2020 | A császár                                    | Emperor                                  | Levi Coffin                               |                        |
| 2020 |                                              | Death in Texas                           | Reynolds                                  |                        |
| 2021 |                                              | Last Call                                | Finnegan edző                             |                        |
| 2021 |                                              | Buck Alamo                               | Halál                                     |                        |
| 2021 |                                              | Overrun                                  | Arkadi Dubkova                            |                        |
| 2021 |                                              | The Gateway                              | Marcus                                    |                        |
| 2021 |                                              | Hands that Bind                          | Hank                                      |                        |
| 2021 |                                              | Christmas vs. the Walters                | Cliff Walters                             |                        |
| 2021 |                                              | Last Shoot Out                           | Blair Callahan                            |                        |
| 2022 |                                              | The Hater                                | Frank                                     |                        |
| 2022 |                                              | Hellblazers                              | Bill Unger                                |                        |
| 2022 |                                              | Mid-Century                              | Emil Larson                               |                        |
| 2022 |                                              | The Most Dangerous Game                  | Whitney Tyler                             |                        |
| 2023 |                                              | The Weapon                               | Doris                                     |                        |
| 2023 |                                              | Butch Cassidy and the Wild Bunch         | Mike Cassidy                              |                        |
| 2023 |                                              | Chocolate Lizards                        | Scheermeyer                               |                        |
| 2023 |                                              | Butch vs. Sundance                       | Mike Cassidy                              |                        |
| 2023 |                                              | Hunting Games                            | Henry                                     |                        |
| 2023 | Vén csókák                                   | Old Dads                                 | Richie Jacobs                             | Harsányi Gábor         |

## Fordítás
- Ez a szócikk részben vagy egészben  a   Bruce Dern című angol Wikipédia-szócikk ezen változatának fordításán alapul.  Az eredeti cikk szerkesztőit annak laptörténete sorolja fel. Ez a jelzés csupán a megfogalmazás eredetét és a szerzői jogokat jelzi, nem szolgál a cikkben szereplő információk forrásmegjelöléseként.